# Larrousse
 Larrousse  va ser un constructor francès de motors de competició que va arribar a disputar curses a la Fórmula 1 també com a escuderia pròpia.
L'equip va ser fundat per Didier Calmels i Gerard Larrouse l'any 1987 i tenien la seu a Antony, París, França.
Va debutar a la F1 el 3 de maig del 1987 al GP de San Marino, disputant cent vint-i-set curses (trenta-dues com a constructor) entre les temporades 1987 i 1994, retirant-se de la F1 per problemes econòmics.
L'equip va aconseguir una tercera posició com millor classificació en una cursa (GP del Japó'90) i va assolir un total de vint-i-tres punts pel campionat del món de constructors.

## Resum
| Curses:  | Victòries: | Pòdiums: | Poles: | Voltes ràpides: | Punts: |
| -------- | ---------- | -------- | ------ | --------------- | ------ |
| 127 (32) | 0          | 1        | 0      | 0               | 23     |